# Armandina Pogetti
Armandina Poggetti fue la primera mujer en obtener el título de farmacéutica y que ejerció la profesión en la República Argentina.

## Biografía
Armandina Poggetti nació en el partido de Avellaneda, Provincia de Buenos Aires, el 2 de agosto de 1879, hija de María Baratcabal y del doctor Juan Bautista Poggetti.
Fue alentada a seguir los estudios por Cecilia Grierson, amiga de la familia y primera médica de la Argentina, y apoyada por su padre.
En 1897 empezó a cursar el bachillerato, con carácter de alumna libre, por cuanto no existía entonces para la mujer otro estudio secundario que no fuera de la Escuela Normal. En 1899, solo dos años después, estuvo en condiciones de ingresar a la Universidad de Buenos Aires.
En 1901, durante el tercer año de su carrera, junto a Zenona Baz de Mendoza y Juana Vidaurreta de Iribas donó un terreno de 12 metros  por 36,50 de fondo que conjuntamente poseían en la calle 5 (Giribone 925), con el fin de construir una Capilla, la actual Parroquia Nuestra Señora del Rosario, en la ciudad de Piñeiro, partido de Avellaneda. 
En 1902 obtuvo el título de farmacéutica. Era una de los 19 alumnos que terminaban la carrera de una camada de 78 ingresantes en 1899. Caras y Caretas reflejó la finalización de la carrera de ese "compacto grupo de los nuevos farmacéuticos, personas estudiosas y honestas entre las cuales, para mayor edificación del público doliente, figura una dama, la señorita Armandina Poggetti, la primera argentina que se arriesga en las aventuras de esta profesión" calificándola seguidamente de "intachable estudiante".
Durante los primeros años de su actividad profesional se empleó como responsable de establecimientos farmacéuticos del interior, hasta que pudo instalar una farmacia propia en la esquina de las calles Rioja y Rondeau del barrio porteño de Parque Patricios. Luego de algunos años, dejó su profesión al contraer matrimonio.
Sin embargo continuó siendo una mujer progresista: Armandina Poggetti fue una de las primeras mujeres de su país que manejó un automóvil y la primera en tener el correspondiente registro de conductor. 
Murió casi centenaria en la ciudad de Buenos Aires el 7 de noviembre de 1972.